# Little Stambridge
Little Stambridge var en civil parish, nu i civil parish Stambridge, i distriktet Rochford i grevskapet Essex i England. Parish är belägen 2 km från Rochford. Parish hade 194 invånare år 1931. År 1934 blev den en del av den då nybildade Stambridge. Byn nämndes i Domedagsboken (Domesday Book) år 1086, och kallades då Stanbruge.